# Средиземноморский долгопёр
Средиземноморский долгопёр, или европейская летучка, или львиная голова, или летучий петух (лат. Dactylopterus volitans), — вид морских лучепёрых рыб из монотипического рода долгопёров (Dactylopterus) семейства долгопёровых.

## Описание
Длина тела до 50 см, но обычно около 38 см, масса до 1,8 кг. Окраска сверху светло-бурая, нижняя сторона серебристая, всё тело и плавники в небольших белых пятнах. Огромные грудные плавники веерообразной формы, в светлых и тёмных узких поперечных полосах и с синей краевой каймой и такого же цвета пятнами возле неё, первые 6 лучей короткие и образуют отдельную небольшую лопасть. Два спинных плавника. В первом спинном плавнике 2 свободные колючки и четыре колючих луча, соединённых мембраной. Во втором спинном плавнике один колючий и 8 мягких лучей. В анальном плавнике 6 мягких лучей, жёстких нет. Не ядовита.

## Ареал и места обитания
Распространен в прибрежных водах тропической и субтропической зон Атлантического океана от Ла-Манша до Анголы, включая Средиземное море, побережье Мадейры и Азорских островов, в Восточной Атлантике и от Канады до Аргентины, включая Мексиканский залив, в Западной. Обитает у морского дна на песчаных и илистых участках, иногда среди скал, на глубине от 1 до 100 м. Встречается на рифах.

## Образ жизни
По дну может передвигаться ползком, используя нижние свободные лучи грудных плавников в качестве ходильных конечностей. Питается бентическими ракообразными (особенно крабами), двустворчатыми моллюсками и мелкими рыбами. Икра пелагическая.

## Вылов
Промыслового значения практически не имеет, вылавливается рыбаками-любителями, содержится в океанариумах.

## Фото

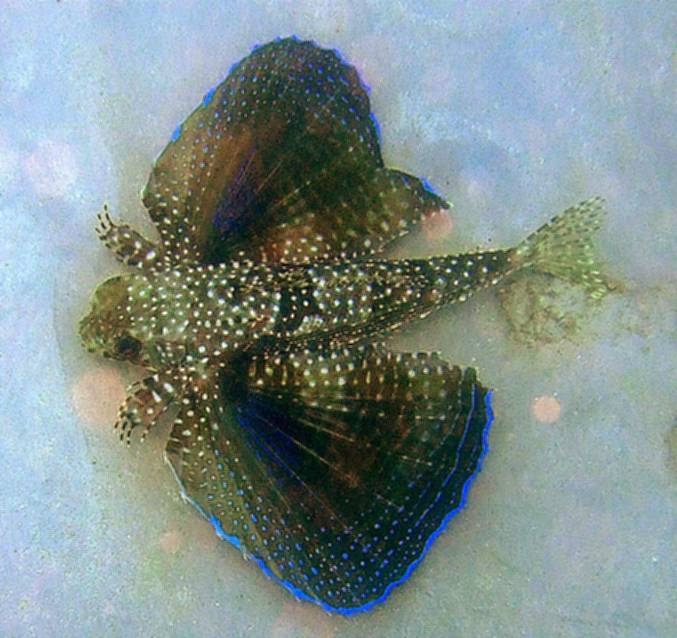
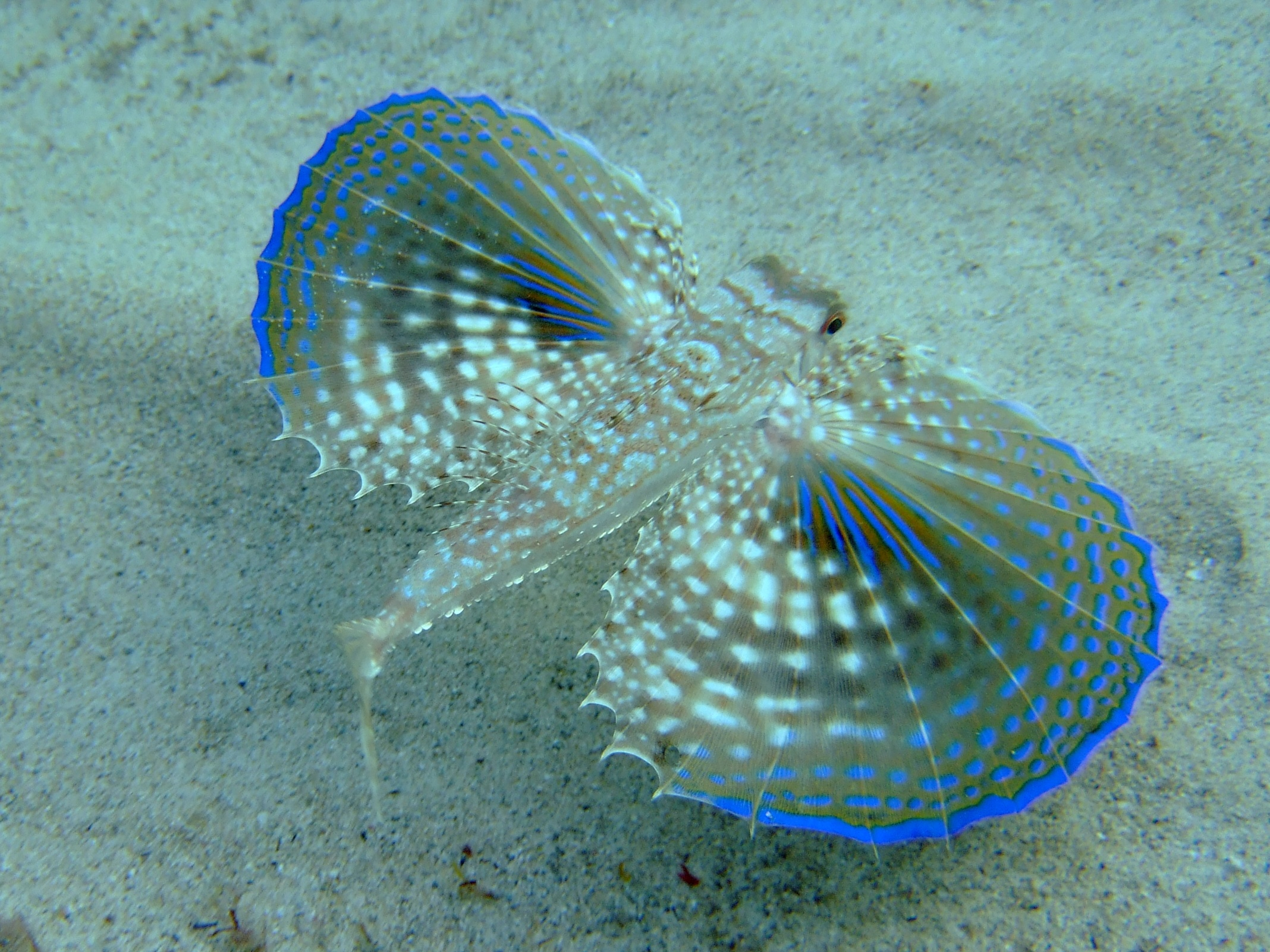
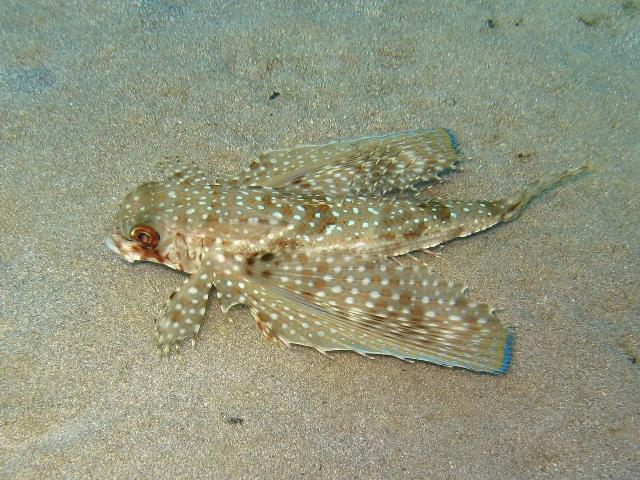
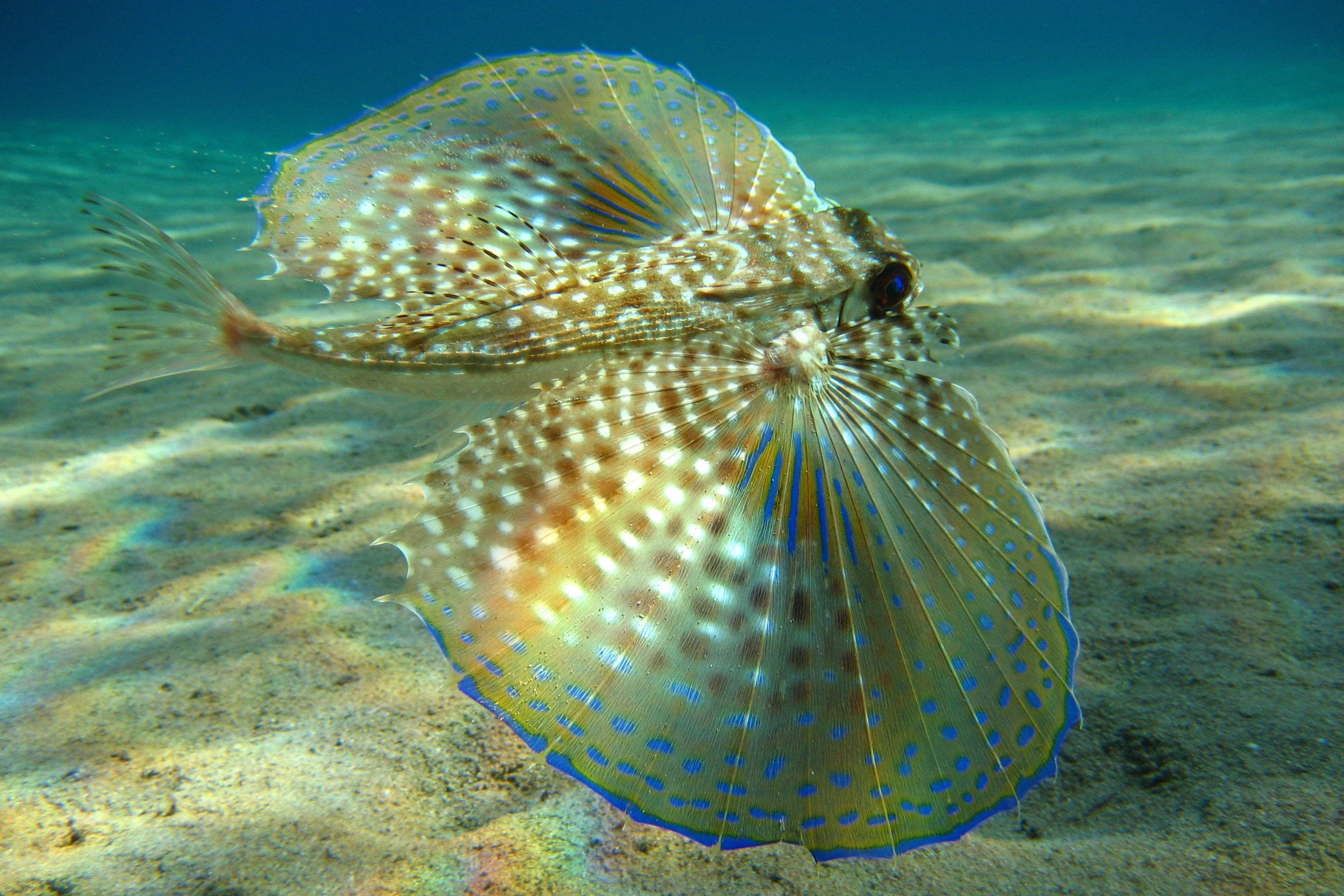
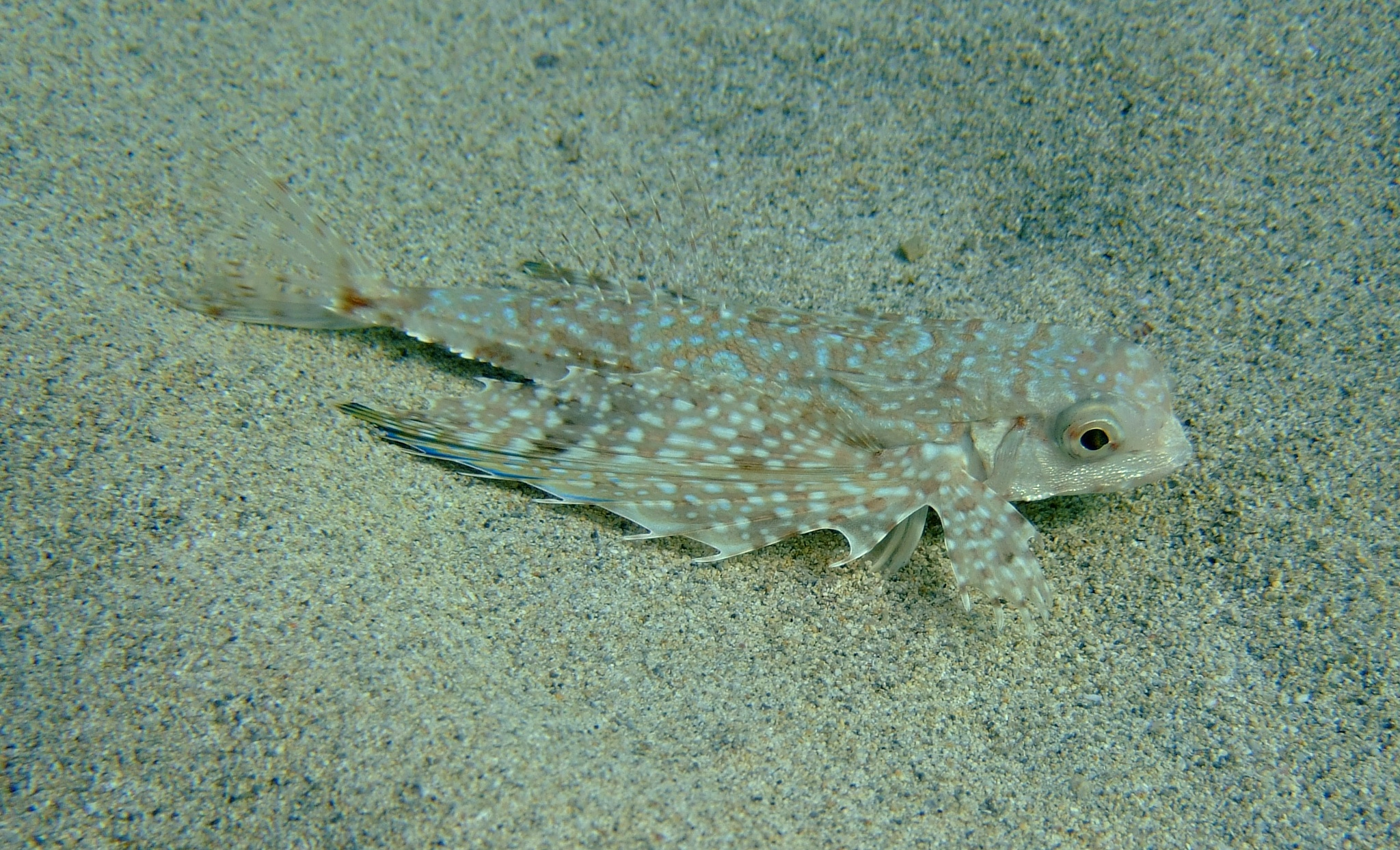
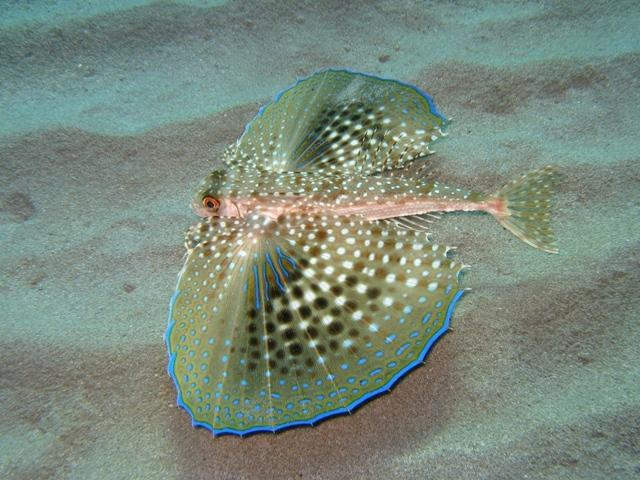
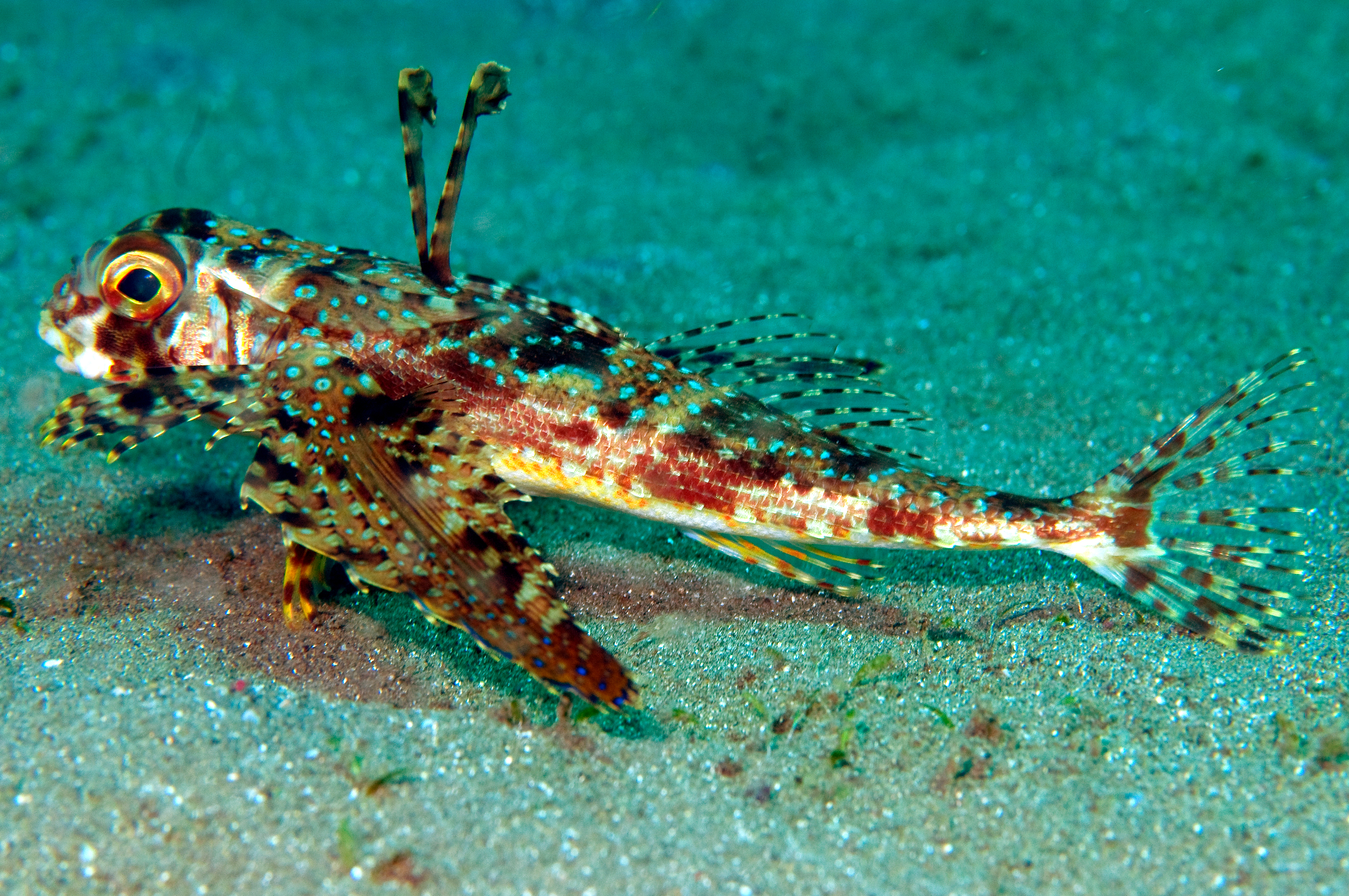
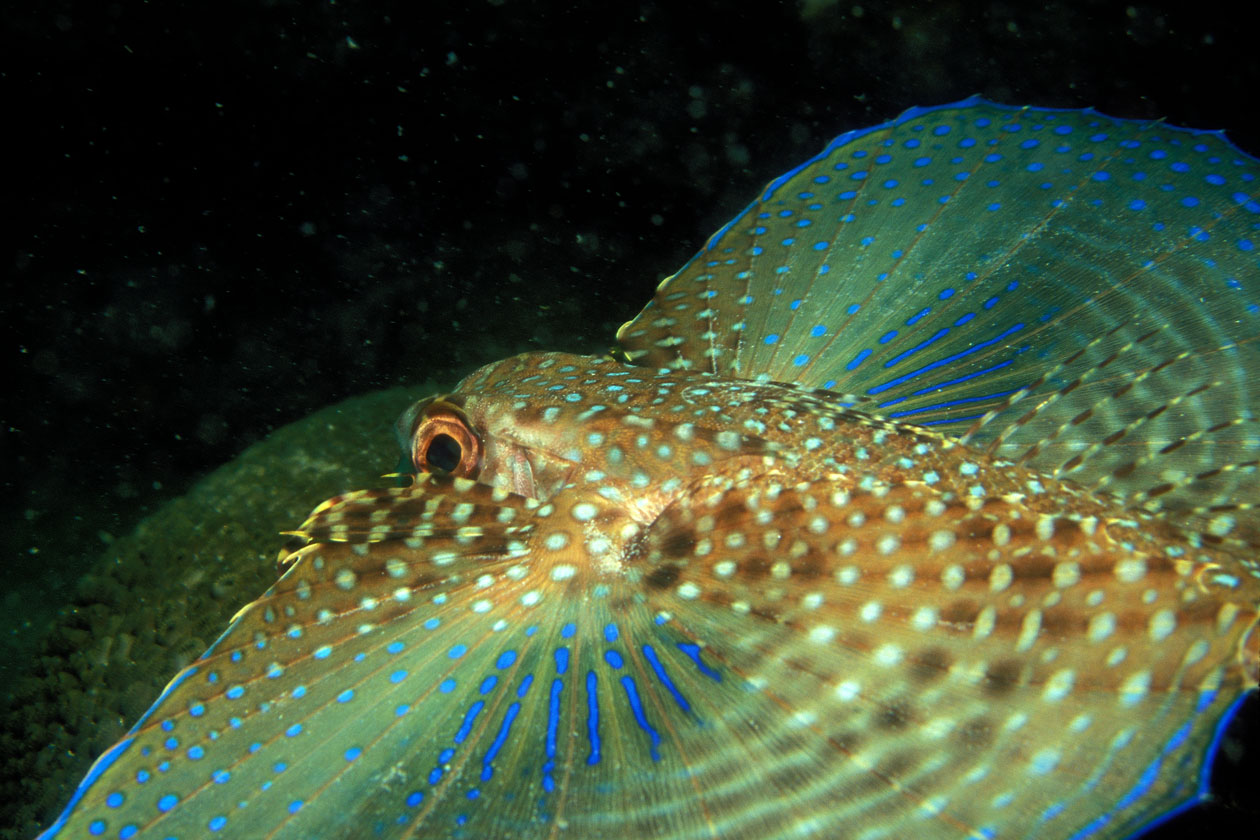